# Propachyrucos smithwoodwardi
Propachyrucos smithwoodwardi és una espècie extinta de mamífer notoungulat de la família dels hegetotèrids que visqué a Sud-amèrica durant l'Oligocè, fa entre 21 i 29 milions d'anys. Se n'han trobat restes fòssils a la província argentina de Chubut. Es tracta de l'única espècie reconeguda del gènere Propachyrucos, tot i que se n'han descrit d'altres que actualment es consideren nomina dubia o han estat assignades a altres gèneres. En comparació amb els seus parents propers, era un 30% més gros que Tremacyllus, aproximadament igual que Pachyrukhos i el pedoteri i gairebé un 20% més petit que el prosoteri. El seu nom genèric, Propachyrucos, significa ‘abans de Pachyrucos’, mentre que el seu nom específic, smithwoodwardi, fou elegit en honor del paleontòleg britànic Arthur Smith Woodward.